# Parkgatan, Malmö

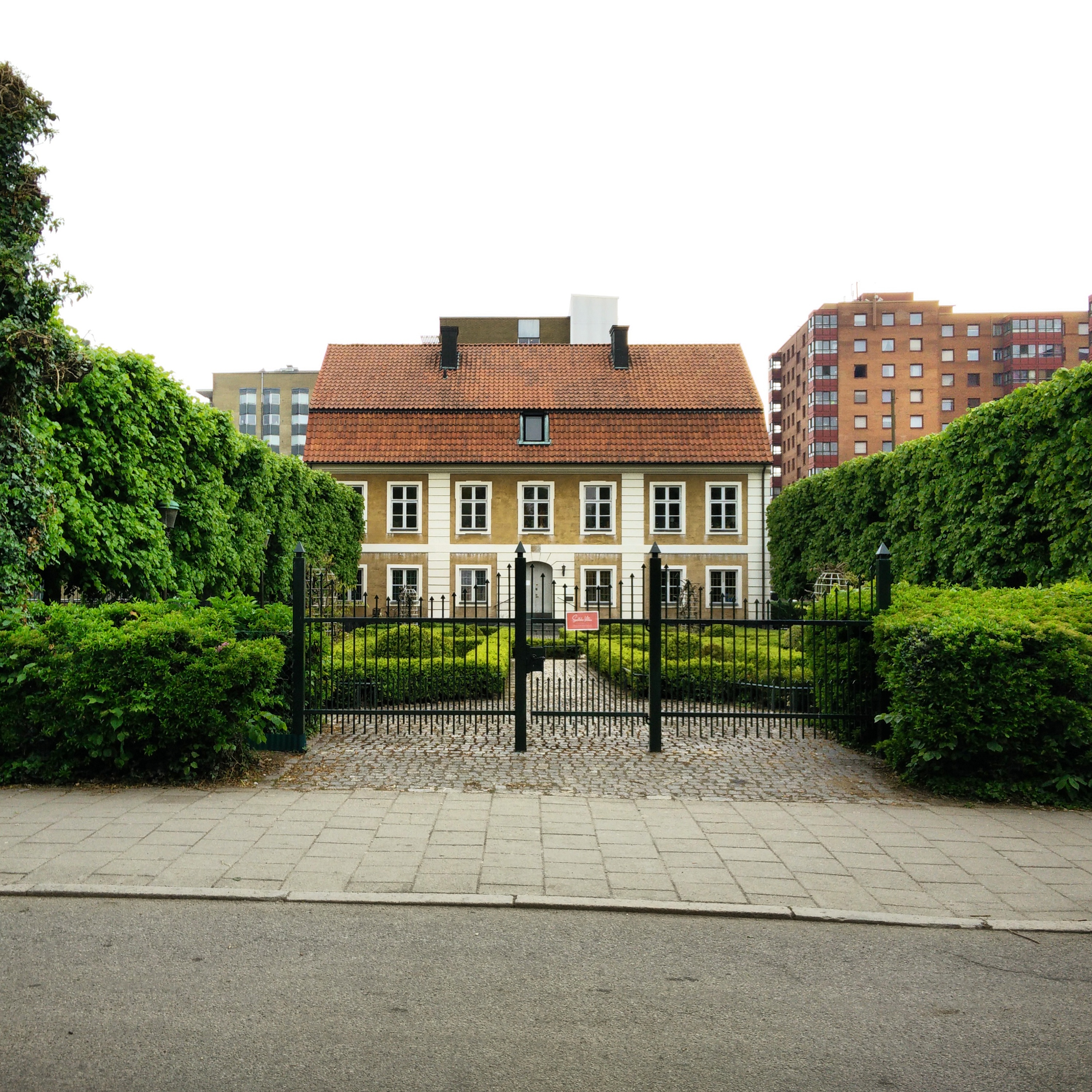
Möllevångsgården, även känd som "Suellska villan".

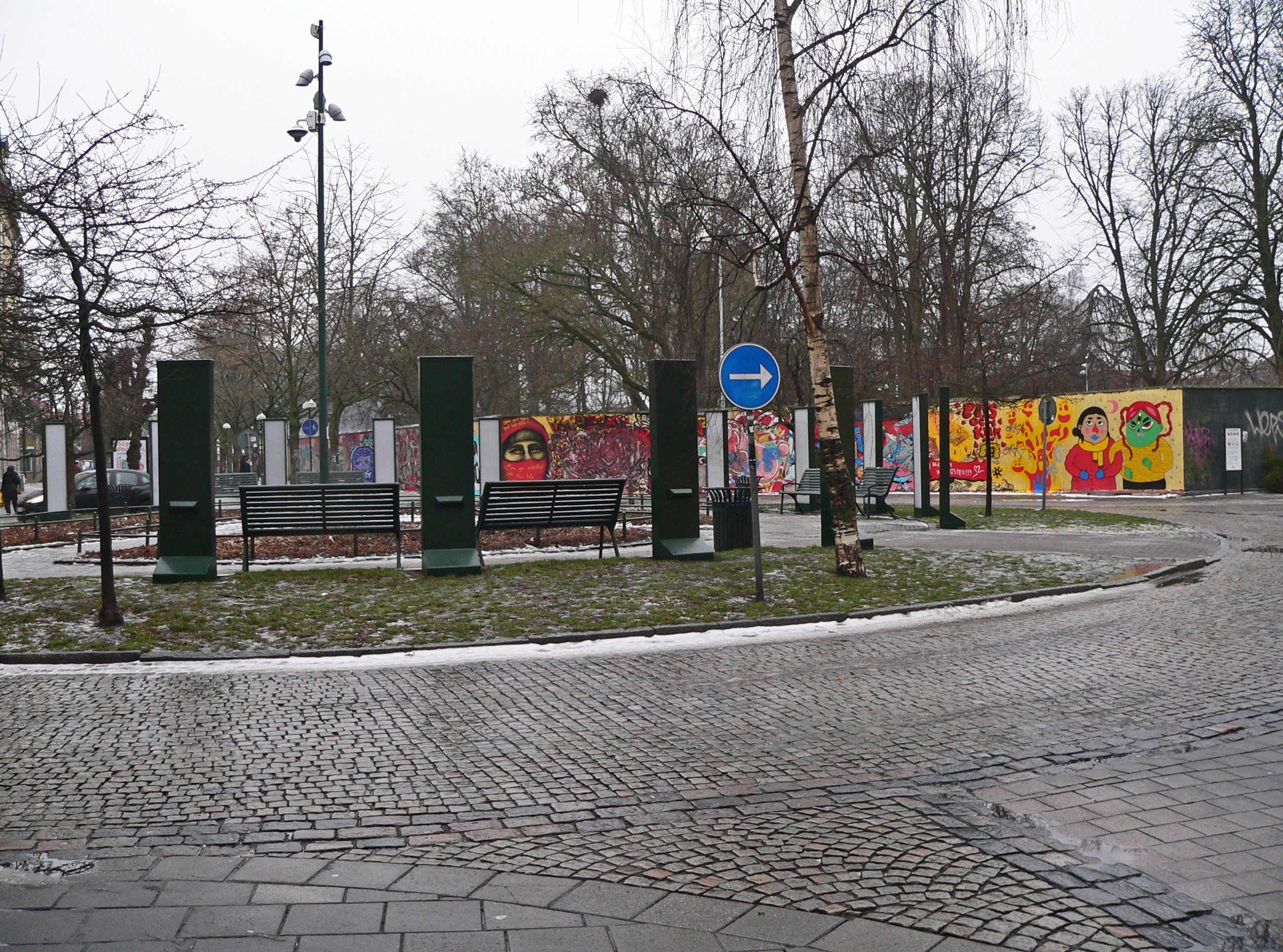
Rondellen sedd söderifrån. "Pelarna" på rondellen är ljuskonst. Planket mot Folkets Park är en graffitivägg i ständig förvandling. Gatan som går åt höger är Kristianstadsgatan, medan Södra Parkgatan fortsätter (som cykelbana) längs bildens vänsterkant.

Parkgatan är en historisk gatusträckning inom delområdet Möllevången i stadsområdet Innerstaden i Malmö som sträckte sig från Amiralsgatan till Sofielundsvägen. Den är numera uppdelad i Norra Parkgatan och Södra Parkgatan, men det gamla namnet kvarlever i folkmun som benämning på hela sträckningen.
Parkgatan namngavs 1904 och namnet åsyftar gatans läge vid Folkets Park. År 1973 stängdes den av för biltrafik vid Möllevångsgatan och uppdelades samtidigt i två gator, Norra Parkgatan och Södra Parkgatan. Vid gatan ligger bland annat Möllevångsgården, anlagd 1796 av Frans Suell. I korsningen med Kristianstadsgatan, vid Folkets Parks sydvästra hörn, finns en rondell. En omtalad och omdebatterad cirkulationsplats som blivit ett landmärke för staden.